# Campodorus ignavus
Campodorus ignavus là một loài tò vò trong họ Ichneumonidae.